# Base (албум)
Base је први мини албум јужнокорејског певача Кима Џонг-Хјуна, издат 2015. године за S.M. Entertainment као прво соло издање ван групе Шајни. На албуму се налазе колаборације са Ајроном, Зионом Т и Го Јунхом. Албум је објављен са фото књигом певача, у две верзије зеленој и вино црвеној. Након овог албума објавио је један соло албум за живота, и други који је објављен постхумно након његове смрти.

## Списак песама
| №  | Назив                                                    | Трајање |  |
| 1. | 데자-부 (Déjà-Boo) - Дежа ви                             |         |  |
| 2. | Crazy (Guilty Pleasure) - Луд (Скривена задовољства)     |         |  |
| 3. | 할렐루야 = Hallelujah - Алелуја                          |         |  |
| 4. | Love Belt - Појас љубави                                 |         |  |
| 5. | Neon                                                     |         |  |
| 6. | 일인극 (Mono-Drama)                                      |         |  |
| 7. | 시간이 늦었어 = Beautiful Tonight - Леп вечерас          |         |  |
| 8. | 포춘쿠키 = Fortune Cookie - Колачић за прорицање судбине |         |  |